# Emilio Goyburu Baca
Emilio Goyburu (Pacasmayo, 1897 - Lima, 1962) fue un pintor peruano asociado a la vanguardia internacional de principios del siglo XX y luego a la abstracción geométrica de la década de 1950.

## Vida
Nació en Pacasmayo en 1897. Fue Alumno de la Escuela de Bellas Artes de Lima bajo Daniel Hernández. Más tarde fue profesor en la misma escuela y en la Universidad Mayor de San Marcos.
En 1953, fue parte del envío peruano a la II Bienal de São Paulo junto a otros 13 artistas.
Murió en Lima a los 65 años en 1962.

## Obra plástica
Durante la década de 1920 realiza una obra en sintonía con las vanguardias internacionales y que se aleja del indigenismo que había llegado a Lima y se empezaba a aglutinar en torno a José Sabogal en la escuela de Bellas Artes. En 1925 realiza la carátula del poemario 5 metros de poemas de Carlos Oquendo de Amat así como ilustraciones para las revistas Amauta (1926-30) y Jarana (1927). También de esa época es la pintura Bañista en el Museo de Arte de San Marcos y un dibujo sin título en el Museo de Arte de Lima.Durante las décadas siguientes Goyburu se insertó en la figuración nativista, pero su estilo fue cada vez más sintético hasta llegar a la abstracción geométrica en la década de 1950, siendo precursor de esta tendencia en el Perú.
Junto a otros artistas pertenecientes al partido aprista participó en la revista Plástica donde desarrolló textos difusores de los postulados de la abstracción y la modernidad más avanzada en el arte.

## Listado de obras en colecciones accesibles al público
- Bañista, 1926, óleo sobre tela. Museo de Arte de la Universidad San Marcos.
- Sin título, ca. 1920-1925, carbón y pastel sobre papel. Museo de Arte de Lima.
- Mujer bañándose, ca. 1950, óleo sobre tela. Museo de Arte de Lima.
- Sin título, 1951, óleo sobre tela. Museo de Arte de Lima.